# Автозаводская улица (Ижевск)
Автозаводска́я у́лица — улица в Ижевске, расположенная в Устиновском районе. Проходит в Восточном жилом районе. Направлена с юго-запада на северо-восток от пересечения с улицей 40 лет Победы, являясь продолжением улицы 10 лет Октября, до Ижевского завода пластмасс. Протяжённость улицы примерно 3,3 километра.
Справа примыкают улицы Короткова, Михаила Петрова, часть улицы Сабурова, Союзная улица и улица Архитектора Берша.
Слева примыкает улица Ворошилова и Копровый проезд.
Нумерация домов ведётся от перекрёстка с улицей 40 лет Победы и улицей 10 лет Октября.

## История
Автозаводская улица образовалась в середине 1970-х годов во время застройки жилого района Восточный. Своё название получила решением исполнительного комитета Ижевского городского совета 1 ноября 1973 года по своему близкому расположению к корпусам Ижевского автомобильного завода.

## Здания и сооружения
К Автозаводской улице относится часть домов 3-го, 4-го и 8-го микрорайонов Восточного жилого района и сооружения по северной стороне улицы. Застроена улица преимущественно типовыми многоэтажными жилыми домами. Дома улицы обслуживаются городскими отделениями связи № 65 и 68.
Примечательные здания:
- № 1 — кафе-бар «Old Fox»;
- № 2а — ТРЦ «Италмас», ресторан «Макдоналдс»;
- № 3а — ТРК «Столица»;
- № 5 — Ижевский автомобильный завод;
- № 7 — Ижевский завод пластмасс.

## Транспорт
Начиная от улицы 40 лет Победы до кругового перекрёстка с улицами Ворошилова и Михаила Петрова улица имеет зелёную разделительную полосу с трамвайными путями маршрутов , ,  и их конечной станцией «Улица Ворошилова». Далее до завода пластмасс улица проходит с двухполосной разметкой. На этом участке также проходит 25 и 36 маршруты ижевского автобуса и маршрутное такси № 53, а 52 только до кругового перекрёстка.
Также в советское время предусматривалось продление Автозаводской улицы к Воткинскому шоссе через микрорайон Старки и образовать тем самым непрерывную магистраль, связывающую восточные жилые массивы Ижевска с междугородней автотрассой на Воткинск для разгрузки Копрового проезда. Но из-за нехватки денег в 90-х этот проект был отменен. В настоящее время, с тех самых пор, строители успели возвести лишь путепровод, проходящий через Спортивную улицу и служебную железную дорогу к заводам ИжАвто и Буммаш. В этот же период планировалось продление трамвайной линии по Автозаводской улице до завода пластмасс.